# گورستان کرویان
قبرستان کرویان مربوط به هزاره اول قبل از میلاد است و در شهرستان سقز، بخش مرکزی، روستای کرویان واقع شده و این اثر در تاریخ ۲۷ مرداد ۱۳۸۲ با شمارهٔ ثبت ۹۶۵۰ به‌عنوان یکی از آثار ملی ایران به ثبت رسیده است.